# Zespół Szkół Muzycznych w Poznaniu
Zespół Szkół Muzycznych w Poznaniu  mieści się tymczasowo w budynku przy ul. Nieszawskiej 13A w Poznaniu, wcześniej do września 2023 znajdował się przy ulicy Głogowskiej 90. Zespół należy do podmiotów podlegających lub nadzorowanych przez Ministerstwo Kultury, Dziedzictwa Narodowego i Sportu.
Składa się nań:
- Państwowa Szkoła Muzyczna I stopnia im. Karola Kurpińskiego
- Państwowa Szkoła Muzyczna II stopnia im. Fryderyka Chopina
- Ogólnokształcąca Szkoła Muzyczna II st. im. Jadwigi Kaliszewskiej
- Policealne Studium Piosenkarskie im. Czesława Niemena